# Приматиччо, Франческо
Франче́ско Примати́ччо (итал. Francesco Primaticcio) по прозвищу Болонец (итал. il Bologna; 30 апреля 1504, Болонья — 1570, Париж, Франция) — итальянский живописец, скульптор-декоратор и архитектор эпохи французского Ренессанса и маньеризма школы Фонтенбло.

## Биография и творчество
Франческо Приматиччо учился в Мантуе у Джулио Романо, ученика и последователя Рафаэля. Также был учеником Франкуччи да Имола. Между 1526 и 1530 годами вместе с Джулио Романо работал над оформлением Палаццо дель Те в Мантуе. Находился под сильным влиянием ранних работ Пармиджанино, чья мягкая и утончённая элегантность особенно заметна в рисунках Приматиччо.
В 1532 году Приматиччо прибыл ко двору французского короля Франциска I, заменив Джулио Романо, сотрудничал с Франческо Каччанемичи и Россо Фьорентино. После смерти последнего в 1540 году сменил его в должности руководителя всех декоративных работ. Вместе с Антонио да Тренто в 1533 году возглавил команду, занимавшуюся украшением покоев короля и королевы в замке Фонтенбло, который на долгое время стал основным местом его деятельности. Вместе с помощниками он украшал интерьеры замка фресками, статуями и лепниной, среди которых выделяются украшенный камин (1535), «Золотая дверь», Павильон Помоны, «Галерея Улисса», галерея Генриха II и Капелла Гиза. В последующие годы значительная часть этих работ была переделана или искажена.
В 1540 году Приматиччо по распоряжению короля отправился в Рим, чтобы доставить во Францию гипсовые слепки из коллекции античных статуй в Кортиле-дель-Бельведер в Ватикане. Он вернулся во Францию в сопровождении выдающегося итальянского архитектора Джакомо Бароцио да Виньола.
Приматиччо работал на четырёх французских королей: Франциска I, Генриха II, Франциска II и Карла IX Валуа. Он выполнял фрески, эскизы рельефов и росписей падуг и десюдепортов, образцы декоративной резьбы, мебели, ювелирных изделий. Приматиччо сыграл ведущую роль в развитии так называемой «первой школы Фонтенбло», в основу которой была положена эстетика итальянского маньеризма и тем самым оказал значительное влияние на формирование вкусов следующего поколения французских мастеров. Многие его эскизы сохранились в орнаментальных гравюрах, выполняемых его помощниками.
Приматиччо также работал архитектором. Через два дня после смерти Генриха II в 1559 году Екатерина Медичи поблагодарила Филибера Делорма, которому покровительствовала Диана де Пуатье, и доверила основные работы Приматиччо, который 12 июля 1559 года был назначен «управляющим королевскими постройками» (surintendent des Batiments du roi). Среди его работ — незавершённая капелла Валуа в аббатстве Сен-Дени (разрушена 1719 году).
Среди живописных произведений Приматиччо: «Похищение Елены» (1530—1539, Музей Боуз, Англия), «Улисс и Пенелопа» (Нью-Йорк, собрание Вильденштейна), относящийся ко второй из двух поездок художника в Италию (1563). В 2002 году его автопортрет, хранящийся в галерее Уффици, был отреставрирован Даниэле Росси, и при удалении записей на обороте была обнаружена рукописная надпись, которая гласит: «Monsign.r Franc.co Primaticcio, dito il Bologna in / Francia pitore et, questo, è il sua ritrato de sua / mano quand’era di questa età».

## Галерея
- Бальный зал Галереи Генриха II. Дворец Фонтенбло
- Аполлон и музы на Парнасе. Фреска в бальном зале замка Фонтенбло
- Александр, укрощающий Буцефала. Фреска. Замок Фонтенбло
- Апартаменты герцогини Д'Этамп. 1541-1544
- Юпитер и Каллисто. 1537–1540. Гравюра П. Милана по рисунку Ф. Приматиччо
- Улисс и Пенелопа. 1563. Холст, масло. Собрание Вильденштейна, Нью-Йорк
- Похищение Елены. Между 1530 и 1539 гг. Холст, масло. Музей Боуз. Дарем, Англия
- Троянцы тянут в город деревянного коня. 1545. Офорт
- Святое семейство со Святой Елизаветой и Иоанном Крестителем. 1541—1543. Сланец, масло. Эрмитаж, Санкт-Петербург